# Gymnocnemia variegata
Gymnocnemia variegata is een insect uit de familie van de mierenleeuwen (Myrmeleontidae), die tot de orde netvleugeligen (Neuroptera) behoort. 
Gymnocnemia variegata is voor het eerst wetenschappelijk beschreven door Schneider in 1845.